# Atlántida (Uruguay)
Atlántida ist ein Badeort im Departamento Canelones im Süden Uruguays.
Seit 2010 ist Atlántida auch ein Municipio, also eine Gemeinde, zu der neben dem namengebenden Hauptort weitere benachbarte Orte gehören: Estación Atlántida, City Golf, Villa Argentina und Fortín de Santa Rosa.

## Geographie
Atlántida befindet sich am Ufer des Río de la Plata an der Costa de Oro, etwa 45 km östlich der Hauptstadt Montevideo in der Nähe von Parque del Plata. Bis zum Aeropuerto Internacional de Carrasco, dem Flughafen von Montevideo, beträgt die Distanz weniger als 30 km.

## Geschichte
Die Entwicklung des heutigen Gebietes der Stadt begann ab 1748. Später befand sich hier die jesuitische Estancia San Ignacio. 1908 erfolgte die Gründung einer Gesellschaft, zu deren Beteiligten auch Juan P. Fabini gehörte, um die Forstwirtschaft der umliegenden Gebiete voranzutreiben. Vier Jahre später begann man mit der Parzellierung und dem Verkauf von Grundstücken. 1913 entstand ein Hotel an der Rambla. Ursprünglich den Namen Las Toscas tragend, erhielt Atlántida den heutigen Namen im Jahre 1915. Am 7. September 1967 erfolgte durch das Gesetz Nr. 13.609 ihre Einstufung in die Kategorie „Ciudad“.

## Einwohner
Bei der letzten Volkszählung im Jahre 2011 hatte Atlántida 5.562 Einwohner.  Jeweils während der Sommersaison ist in Atlántida teilweise eine Verfünffachung der eigentlichen Bevölkerungszahl zu verzeichnen.
| Jahr | Einwohner |
| ---- | --------- |
| 1963 | 1.562     |
| 1975 | 2.268     |
| 1985 | 2.764     |
| 1996 | 3.989     |
| 2004 | 4.580     |
| 2011 | 5.562     |

Quelle: Instituto Nacional de Estadística de Uruguay
Im Jahr 2010 lebten im Municipio 10.198 Einwohner auf einer Fläche von 108,1 km².

## Stadtverwaltung
Bürgermeister (Alcalde) von Atlántida ist Gustavo González  (Frente Amplio).

## Sehenswürdigkeiten
- Im Teilort Estación Atlántida steht die 1958 erbaute Kirche Cristo Obrero (Christus der Arbeiter) des Architekten Eladio Dieste, deren Architektur internationale Beachtung fand und findet. Sie wurde 2021 zum UNESCO-Welterbe erklärt.[8]
- Im Teilort Villa Argentina blickt El Aguila auf den Strand, eine begehbare Skulptur in Form eines Adlerkopfes.
- Edificio El Planeta – Das in den 1930er Jahren im Stil des Art déco als Hotel errichtete Gebäude fällt durch seine an die Aufbauten eines Ozeandampfers erinnernde Architektur auf. Es ist seit 2005 uruguayisches Monumento Histórico Nacional.[9]

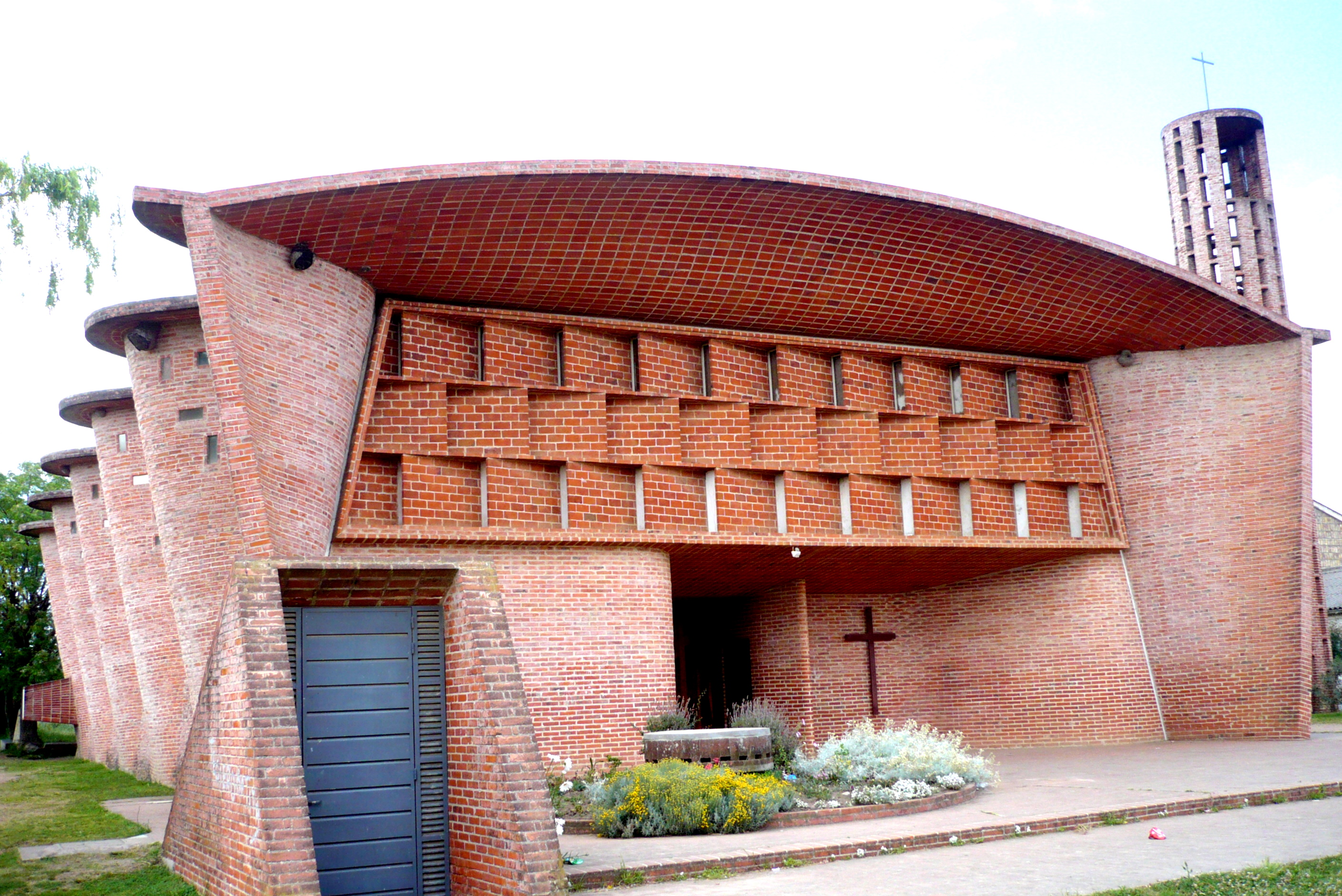
Cristo Obrero-Kirche in Estación Atlántida
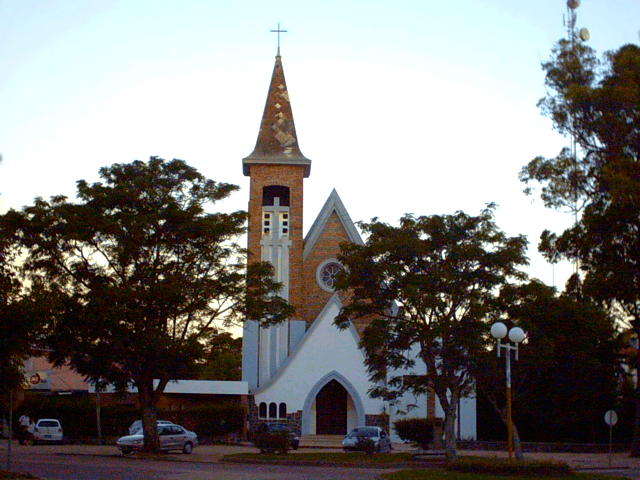
Capilla Sagrado Corazón
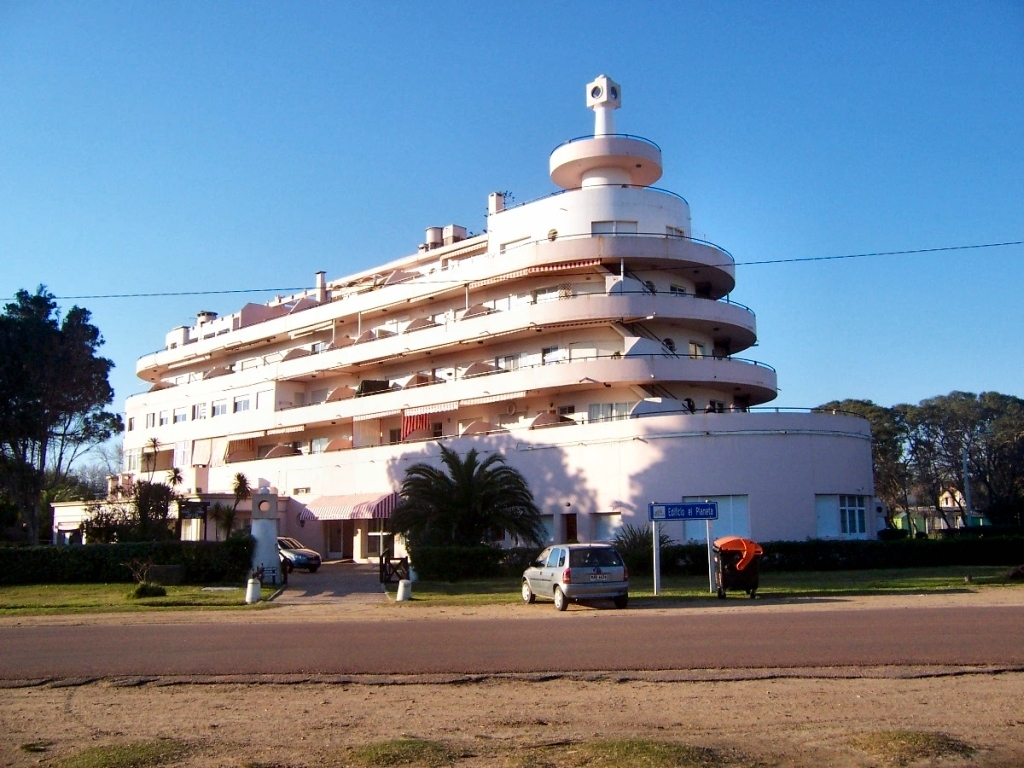
Edificio El Planeta
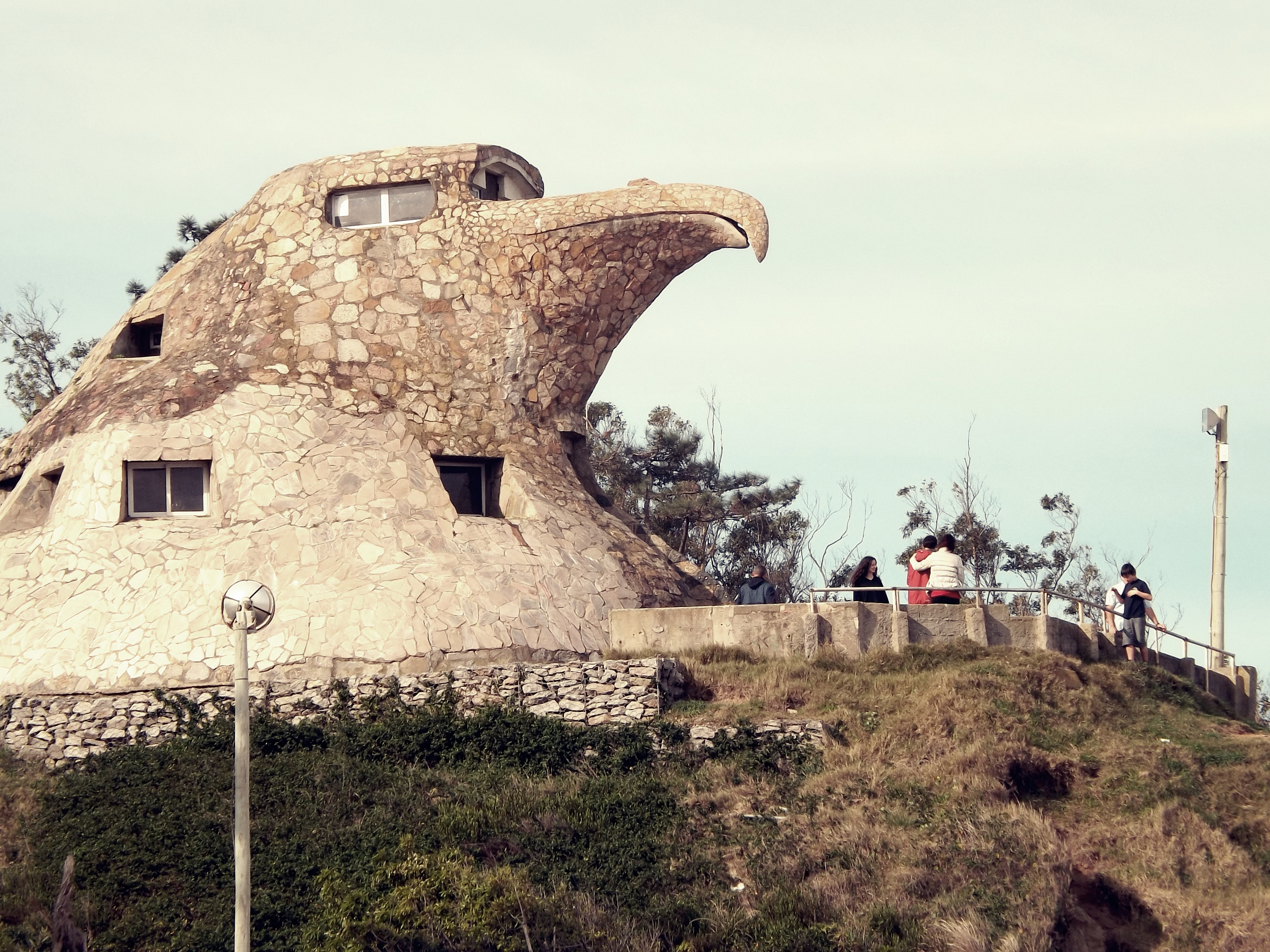
El Aguila in Villa Argentina

## Infrastruktur

### Bildung
Atlántida verfügt über zwei weiterführende Schulen (Liceo). Dies sind das am 15. März 1961 gegründete Liceo Nº 1 de Atlántida und das im Barrio Español gelegene Liceo Nº 2 de Atlántida, das den Lehrbetrieb im Jahre 2002 aufnahm.

### Verkehr
Atlántida liegt an der Ruta Interbalnearia (IB), welche die Badeorte an der Südküste Uruguays verbindet. Sie ist hier mit der Fernstraße Ruta 11 verknüpft.

## Söhne und Töchter von Atlántida
- Mateo Carro (* 1994), Fußballspieler